# Luci Terenci
Luci Terenci (en llatí Lucius Terentius) va ser un militar romà. Formava part de la gens Terència.
Era company i auxiliar de tenda de Gneu Pompeu quan aquest servia a les ordes del seu pare Gneu Pompeu Estrabó l'any 87 aC. Va rebre un suborn de part de Luci Corneli Cinna per matar Pompeu.